# Gangcheon-myeon
Gangcheon-myeon (koreanska: 강천면) är en socken i kommunen Yeoju i provinsen Gyeonggi i den norra delen av Sydkorea, 75 km sydost om huvudstaden Seoul.